# Ardie

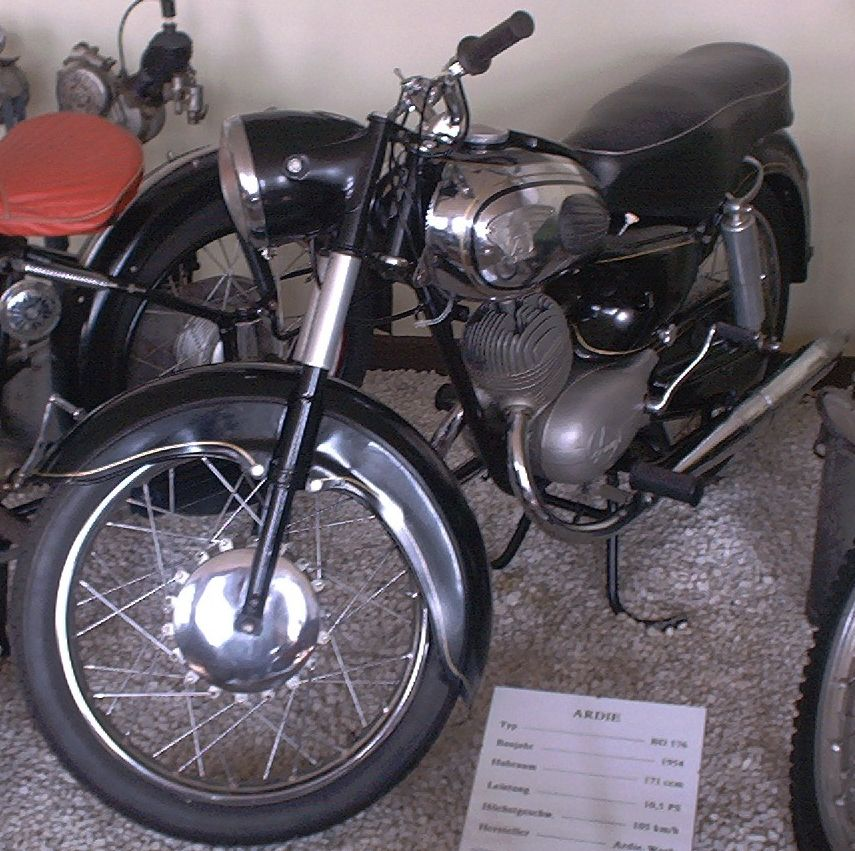
Moto Ardie 175 de 1952

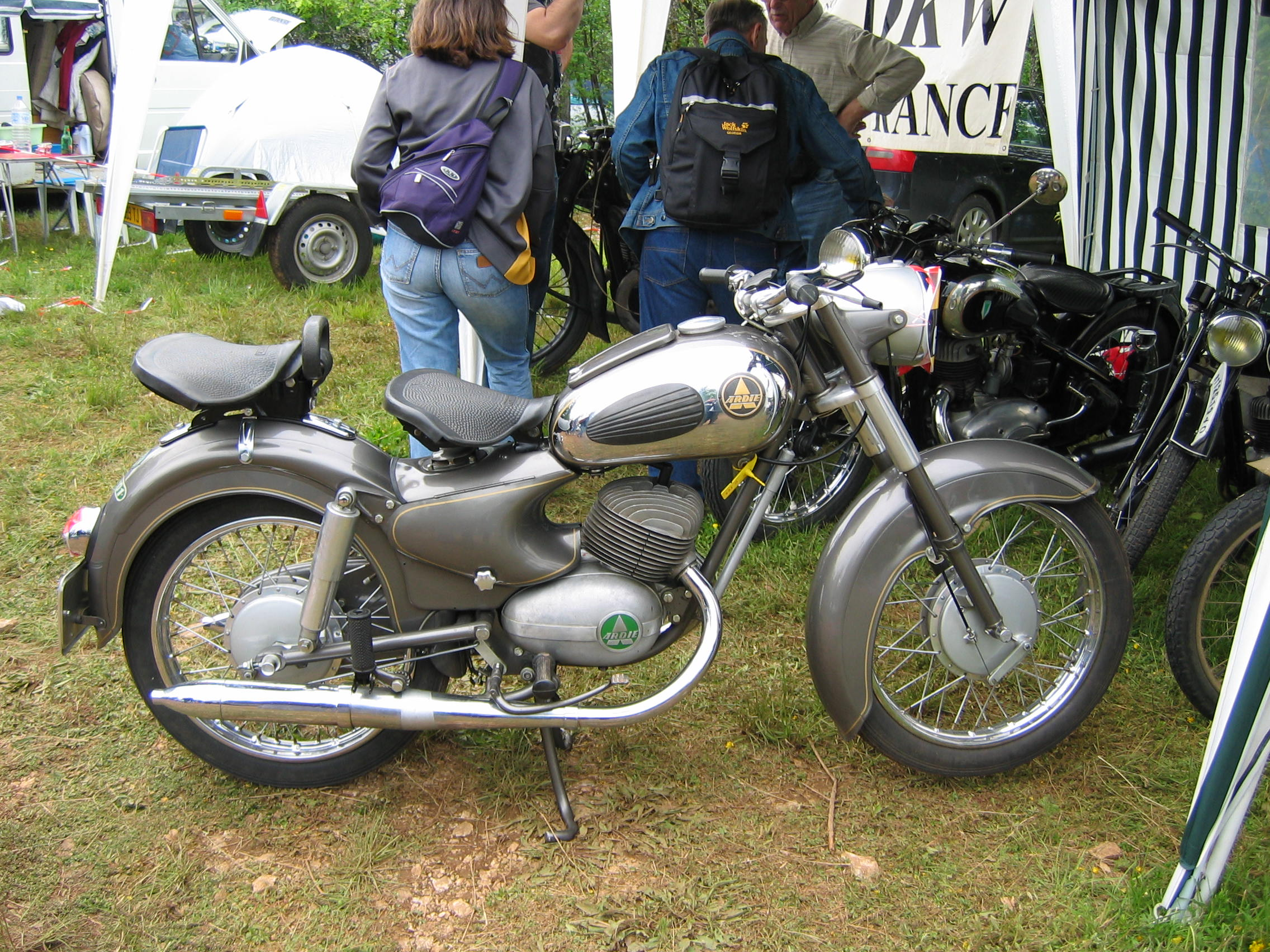
Moto Ardie BD 201 de 1956

ARDIE est une marque de constructeur de moto créée par Arno Dietrich à Nuremberg, de 1919 à 1958, en Allemagne. La marque est réputée pour ses modèles de 200, 300 et 500cm3 datant des années 1930. Les motos ont été construites avec un cadre en duralumin pour être remplacés à partir de 1938 par un cadre tubulaire .